# Xanthograpta pectinata
Xanthograpta pectinata är en fjärilsart som beskrevs av W. Warren 1913. Xanthograpta pectinata ingår i släktet Xanthograpta och familjen nattflyn. Inga underarter finns listade i Catalogue of Life.